# سیارک ۵۸۱

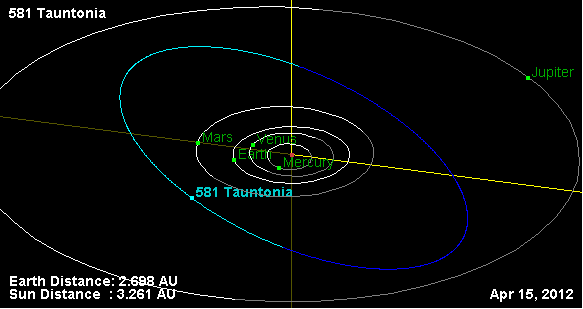
نمایی از محل قرارگیری سیارک ۵۸۱ در مدار – ۲۰۱۲

سیارک ۵۸۱ (به انگلیسی: 581 Tauntonia، نامگذاری:1905SH) پانصد و هشتاد و یکمین سیارک کشف شده‌است که در ۲۴ دسامبر ۱۹۰۵ کشف شد.
قدر مطلق سیارک برابر ۹٫۴۰ است.